# Xã Harrison, Quận Henry, Ohio
Xã Harrison (tiếng Anh: Harrison Township) là một xã thuộc quận Henry, tiểu bang Ohio, Hoa Kỳ. Năm 2010, dân số của xã này là 1.327 người.